# 瘋狂的米羅
《瘋狂的米羅》（英語：Bad Milo!）是2013年的美國恐怖喜劇片，由Jacob Vaughan和Benjamin Hayes編劇，Jacob Vaughan導演。2013年3月10日於SXSW首映，2013年8月29日於隨選視訊上釋出，2013年10月4日以前以有限上映方式釋出。

## 劇情大綱
男子鄧肯和妻子莎拉同住，長期以來，鄧肯遭受許多壓力，這讓莎拉始終放不下心。鄧肯某天晚上出現嚴重的腸胃問題，便找腸胃科醫師看診，醫師在他腸道內發現巨大息肉。鄧肯的壓力與日俱增，一方面他的上司將他調到人事部門，專司解雇員工；另一方面，他的母親求孫心切，找來一位陰陽怪氣的醫師，一直問他各種私人問題。這些壓力讓鄧肯體內的息肉變成一個身高60公分左右的怪物，怪物開始殺死每個被牠視為壓力來源的人，而當地新聞報導稱這些凶殺案是狂暴的浣熊造成的。
鄧肯的治療師告訴他一個古老肛門傳說，他表示這種怪物是長期積累的壓力轉變而成的，是自己的一部份，所以不能殺死。而傳說也記載了消除怪物的方式，就是與牠結合。為了與牠建立連結，鄧肯決定將這個怪物取名為「米羅」。
米羅先是殺死了鄧肯的同事，接著殺死鄧肯母親找來的醫師。由於政府扣押了鄧肯任職公司的資產，FBI前來辦公大樓搜查，在FBI調查期間，米羅殺死鄧肯的上司。之後米羅開始攻擊鄧肯的父親，而他的父親體內也有同種的息肉怪物，名叫拉爾夫。兩隻怪物大戰，之後米羅準備要殺死懷孕的莎拉，並追殺到莎拉家中。鄧肯和米羅大戰，最終鄧肯切斷了米羅的左臂和雙腿，但沒有讓牠死，而是在發誓不會忽視米羅的重要性後，與米羅和解。之後莎拉幫忙把米羅塞回鄧肯的肛門裡。
故事最後表明，莎拉腹裡的胎兒也遺傳了這種體質。

## 演員
- 肯·馬里諾飾演鄧肯
- 吉莉安·雅各布斯飾演莎拉
- 史蒂芬·魯特飾演羅傑
- 彼得·史托馬飾演赫史密斯
- 瑪麗·凱·普萊斯飾演碧翠絲
- 派屈克·華博頓飾演菲爾
- 庫梅爾·南賈尼飾演波比

## 評價
《瘋狂的米羅》在爛番茄上有58%新鮮度，評論指出這部電影以粗糙的設定為出發，並設法以病態、有趣的風格來符合觀眾對劇情發展的期待。

## 外部連結
- 互联网电影数据库（IMDb）上《瘋狂的米羅》的资料（英文）
- 官方网站